# Breviceps sylvestris
Breviceps sylvestris е вид жаба от семейство Brevicipitidae. Видът е застрашен от изчезване.

## Разпространение
Разпространен е в Южна Африка (Лимпопо).